# Последователите
„Последователите“ (на английски: The Following) е американски сериал, излъчен от 21 януари 2013 г. до 18 май 2015 г., разказващ за усилията на един федерален агент да залови ловък и безскрупулен сериен убиец и неговите последователи.
Първият сезон се състои от 15 епизода. На 4 март 2013 г., сериала е подновен за втори сезон, чиято премиера е на 19 януари 2014 г. На 7 март 2014 беше подновен за сезон трети. На 8 май 2015 г. е обявено, че третият сезон ще бъде последен за сериала, а финалният епизод е излъчен на 18 май.

## Сюжет
Първи сезон разказва за опитите на бившия агент на ФБР, Райън Харди да залови серийният убиец Джо Керъл след неговото бягството от затвора. Харди скоро открива, че Карол не е сам и за неговите планове му помагат група съмишленици, с които той се срещна по време на неговото преподаване като учител в университета, а по-късно и в затвора. Постепенно той ги превръща в култ на фанатични убийци заедно с неговата дясна ръка, Ема Хил. Когато синът на Керъл, Джоуи Матюс е отвлечен от последователи на неговия баща, Майк Уестън, Дебра Паркър и още куп агенти от ФБР откриват, че това е първата стъпка в по-широк план на Керъл. Една от другите му важни стъпки е първо да унижи Харди по всякакъв начин, защото той го е заловил преди години и да се събере с бившата си съпруга Клеър Матюс, якото от своя страна не иска да има нищо общо с него.
Втори сезон разказва за нов култ от последователи, на който начело е Лили Грей и нейните синове Марко и Лука, които започват да вървят по своя план, за да примамят Джо Керъл от своето скривалище, докато останалата част от света го смята за мъртъв. Уестън е отново нает от специален агент Мендес и ФБР, за да открие новия култ, но Харди и неговата племенница Макс Харди имат свои лични планове. Те възнамеряват да ги проследят сами и да намерят Керъл смятайки, че той в действителност не е мъртъв, а жив.

## Актьори
| Кевин Бейкън          | Райън Харди          | 45 еп. | 45 еп. | 45 еп. |
| Джеймс Пюрфой         | Джо Каръл            | 45 еп. | 45 еп. | 45 еп. |
| Шон Ашмор             | Майк Уестън          | 45 еп. | 45 еп. | 45 еп. |
| Валъри Къри           | Ема Хил              | 29 еп. | 29 еп. |        |
| Натали Зия            | Клеър Матюс          | 23 еп. | 23 еп. |        |
| Нико Торторела        | Джейкъб Уелс         | 15 еп. |        |        |
| Кайл Катлет           | Джоуи Матюс          | 15 еп. |        |        |
| Ани Парис             | Дебра Паркър         | 14 еп. |        |        |
| Адан Канто            | Пол Торес            | 10 еп. |        |        |
| Майк Колтър           | Ник Донован          | 5 еп.  |        | 3 еп.  |
| Уорън Коул            | Тим Нелсън / Родерик | 6 еп.  |        |        |
| Дженифър Ферин        | Моли                 | 6 еп.  |        |        |
| Том Липински          | Чарли Мийд           | 4 еп.  |        |        |
| Актьор                | Персонаж             | 1      | 2      | 3      |
| Джесика Строуп        | Макс Харди           |        | 30 еп. | 30 еп. |
| Сам Ъндърууд          | Люк и Марк Грей      |        | 30 еп. | 30 еп. |
| Валъри Крус           | Джина Мендес         |        | 15 еп. | 15 еп. |
| Грег Хенри            | Артър Страус         |        | 13 еп. | 13 еп. |
| Феликс Солис          | Джефри Кларк         |        | 8 еп.  | 8 еп.  |
| Кони Нилсен           | Лили Грей            |        | 13 еп. |        |
| Тифани Бун            | Манди Ланг           |        | 12 еп. |        |
| Шейн Макрей           | Робърт               |        | 8 еп.  |        |
| Спрейг Грейдън        | Кери Кук             |        | 8 еп.  |        |
| Камила де Пацис       | Жизел                |        | 6 еп.  |        |
| Макензи Марш          | Тилда                |        | 6 еп.  |        |
| Том Кавана            | Кингстън Танър       |        | 4 еп.  |        |
| Картър Дженкинс       | Престън Танър        |        | 4 еп.  |        |
| Актьор                | Персонаж             | 1      | 2      | 3      |
| Зулийка Робинсън      | Гуен                 |        |        | 15 еп. |
| Гбенга Акинагбе       | Том Рейъс            |        |        | 11 еп. |
| Рут Киърни            | Дейзи Лок            |        |        | 11 еп. |
| Майкъл Ийли           | Тио                  |        |        | 10 еп. |
| Моник Габриела Кърнън | Ерин Слоун           |        |        | 9 еп.  |
| Хънтър Периш          | Кайл Лок             |        |        | 5 еп.  |
| Мегалин Ечикунуоке    | Пени                 |        |        | 4 еп.  |
| Анет Махендру         | Илайза               |        |        | 4 еп.  |

## Епизоди
- Рейтингът в милиони е с отчитане само за САЩ.

|  | 1 | 15 | 21 януари 2013 | 29 април 2013 | 11.87 |
|  | 2 | 15 | 19 януари 2014 | 28 април 2014 | 8.21  |
|  | 3 | 15 | 2 март 2015    | 18 май 2015   | TBA   |

## „Последователите“ в България
В България сериалът започва 24 април по bTV Action, всеки делничен ден от 20:00. Първи сезон завършва на 14 май 2015 г. Втори сезон започва на 15 май 2015 г. с разписание всеки делничен ден от 20:00. Трети сезон е излъчен през 2016 г. Ролите се озвучават от артистите Даринка Митова, Таня Михайлова, Симеон Владов, Момчил Степанов и Георги Тодоров.